# 北陸新幹線で行く!いい旅ラジオ旅
『北陸新幹線で行く!いい旅ラジオ旅』（ほくりくしんかんせんでいく!いいたびラジオたび）は、2014年3月31日から2021年3月まで北陸新幹線沿線のラジオ局4社の共同企画・制作によって放送されていたブロックネットのラジオ番組である。2020年度から『北信越4県ラジオ旅』（ほくしんえつよんけんラジオたび）に番組名を変更。

## 概要
2015年春の北陸新幹線（長野駅 - 金沢駅間）開業1年前に放送を開始。沿線の各放送局が、新幹線各駅周辺の観光情報やイベントなどをリポート形式で伝えている。北陸新幹線開業後も番組は継続されており、沿線だけでなく、遠方の観光地（一例として石川県の場合、奥能登）も紹介している。
2016年度以降は週1回の放送となり、各放送局が週替わりで制作している（第5週がある月の5週目の放送は休止）。
付随番組として、2014年度に信越放送が制作した『GO!GO!信州』（ゴー!ゴー!しんしゅう）が金曜に放送された。なお、この番組については新潟放送以外の3局での放送であった（2015年現在、番組ホームページは閉鎖されている）。

## 制作参加局
便宜上、各放送局エリア内の北陸新幹線（長野駅 - 金沢駅間）の駅名も記述する。

信越放送（長野駅、飯山駅）
- 2014 - 2015年度：月曜担当
- 2016年度以降：第1週担当

新潟放送（上越妙高駅、糸魚川駅）
- 2014 - 2015年度：火曜担当
- 2016年度以降：第2週担当

北日本放送（黒部宇奈月温泉駅、富山駅、新高岡駅）
- 2014 - 2015年度：水曜担当
- 2016年度以降：第3週担当

北陸放送（金沢駅）
- 2014 - 2015年度：木曜担当
- 2016年度以降：第4週担当

## 放送時間
2021年3月終了時点。毎週水曜の放送で、放送時間の早い順から記載。
| 放送地域 | 放送局名   | 放送時間      | 内包番組      | 備考        |
| -------- | ---------- | ------------- | ------------- | ----------- |
| 富山県   | 北日本放送 | 12:50 - 13:00 | でるラジ      | [ 1 ]       |
| 長野県   | 信越放送   | 13:35 - 13:45 | MiXxxxx+      | [ 2 ] [ 3 ] |
| 石川県   | 北陸放送   | 15:50 - 15:57 | おいね★どいね | [ 4 ] [ 5 ] |
| 新潟県   | 新潟放送   | 18:15 - 18:25 | 単独番組      | [ 6 ]       |